# Sphaerostephanos pilosissimus
Sphaerostephanos pilosissimus är en kärrbräkenväxtart som beskrevs av Holtt. Sphaerostephanos pilosissimus ingår i släktet Sphaerostephanos och familjen Thelypteridaceae. Inga underarter finns listade.